# Spigelia andina
Spigelia andina är en tvåhjärtbladig växtart som beskrevs av Francisco Javier Fernández Casas. Spigelia andina ingår i släktet Spigelia och familjen Loganiaceae. Inga underarter finns listade i Catalogue of Life.